# Арвидссон, Инга
И́нга А́рвидссон (швед. Inga Arfwidsson; род. 26 апреля 1940) — шведская кёрлингистка.

## Достижения
- Чемпионат мира по кёрлингу среди женщин: бронза (1986).
- Чемпионат Европы по кёрлингу: золото (1978).
- Чемпионат Швеции по кёрлингу среди женщин: золото (1978, 1985)[2].
- Чемпионат Швеции по кёрлингу среди ветеранов: серебро (2008).

## Команды
| Сезон   | Четвёртый         | Третий                 | Второй             | Первый           | Запасной       | Турниры                      |
| ------- | ----------------- | ---------------------- | ------------------ | ---------------- | -------------- | ---------------------------- |
| 1977—78 | Инга Арвидссон    | Барбро Арвидссон       | Ингрид Аппельквист | Гунвор Бьёрхелль |                | ЧШЖ 1978                     |
| 1978—79 | Инга Арвидссон    | Барбро Арвидссон       | Ингрид Аппельквист | Гунвор Бьёрхелль |                | ЧЕ 1978                      |
| 1984—85 | Мод Нордландер    | Инга Арвидссон         | Ульрика Окерберг   | Барбро Арвидссон |                | ЧШЖ 1985 · ЧМ 1985 (4 место) |
| 1985—86 | Мод Нордландер    | Инга Арвидссон         | Ульрика Окерберг   | Барбро Арвидссон |                | ЧЕ 1985 (5 место) · ЧМ 1986  |
| 1986—87 | Элизабет Хёгстрём | Биргитта Севик         | Ева Андерссон      | Битте Берг       | Инга Арвидссон | ЧМ 1987 (6 место)            |
| 2007—08 | Инга Арвидссон    | Мод Нордландер         | Ewa Linderholm     | Ульрика Окерберг |                | ЧШВ 2008                     |
| 2010—11 | Инга Арвидссон    | Ульрика Окерберг-Пальм | Inger Berg         | Мод Нордландер   |                |                              |

(скипы выделены полужирным шрифтом)